# 存在の誤謬
存在の誤謬（そんざいのごびゅう、英: Existential fallacy）は、推論において、ある集合に要素があると誤って仮定することにより起こる、形式的及び非形式的な誤謬である。

## 概要
伝統的な論理学において、A型の命題はI型の命題を含意するとされた。すなわち、A命題「全てのXはPである」が真であるならば、I命題「あるXはPである」も真であるとされていた。 このことを存在仮定(en:Existential import)といい、存在仮定を認める立場をアリストテレスの解釈（英:Aristotelian interpretation）という。
アリストテレスの解釈はXが存在しない場合に問題を生じさせる。「ブレーキレス自動車」という存在しない主語を考慮したA命題「全てのブレーキレス自動車は危険である」は明らかに真であるが、そこから従うI命題「あるブレーキレス自動車は危険である」はあたかもブレーキレス自動車が存在しているかのようであり、直観的に偽となる。 このような問題を防ぐため、伝統的な論理学においてA命題の主語は少なくとも一つ存在しなければならないとされていた。
19世紀に誕生した古典論理においては全称命題が特称命題を含意するという考えは放棄され、存在しない主語について自由に全称命題を提起することが可能とされた。 この立場は様々な興味深い結果を導くため、以降の論理主義的な数学においては主流となった。 一例として、「空集合の要素」という実在しない主語を考慮することで、命題「空集合は全ての集合の部分集合である（＝空集合の要素は全ての集合の要素である）」の真偽を決定できることが挙げられる。 このような立場は古典論理の確立者ジョージ・ブールの名をとりブールの解釈（英:Boolean interpretation）と呼ばれる。
しかしブールの解釈も、明らかに偽である命題を真としてしまうことから自由ではない。 例えば古典述語論理において、命題P(x)を「xが存在しない」とすれば、P(ペガサス)やP(ユニコーン)が真であることから、存在命題∃xPが、すなわち「存在しないようなxが存在する」という明らかに矛盾した命題が真とされてしまう。
このような問題を解消するため考案された非古典論理として、存在するもの全体の集合Eを考え、少なくとも一つのEの要素について真でない存在命題は偽であると定めた自由論理（en:Free logic）がある。

## 歴史
論理的命題と存在にまつわる議論は哲学の歴史を通して散見される。 著名な例として、イマヌエル・カントが「純粋理性批判」内で存在論的な神の存在証明に対して行った「存在は明らかに実在的述語ではない」という批判が挙げられる。
論理学において存在の誤謬に注目が集まる契機は、ジョン・スチュアート・ミルが1843年に「論理学体系」第一巻八章で示した以下のようなパラドックスであった。
全てのドラゴンは炎を吐く動物である。

全てのドラゴンは蛇である。

故に、ある蛇は炎を吐く動物である。
この三段論法は形式的にはDarapti（AAI-3）という「2つの前提が真ならば結論も常に真になる」推論として知られていたものだが、この推論においては2つの前提が直観的に真であるにもかかわらず、結論の「ある蛇は炎を吐く動物である」は明らかに偽である。　伝統的論理学の枠組みを維持するためには、この推論は前提が実は偽であるか、結論が実は真であるかのどちらかでなければならない。
ミルは「体系」の中で、この問題を次のように説明した：結論は「ある蛇は、実際に存在する炎を吐く動物である」という意味として解されたとき偽になるが、Daraptiによってそのような結論を導くには前提が「全てのドラゴンは実際に存在する炎を吐く動物である」という命題である必要があり、その前提は偽であるから結論が偽であっても不思議ではない。　存在しないものに対する命題である前提「全てのドラゴンは炎を吐く動物/蛇である」は「全てのドラゴンという言葉は炎を吐く動物/蛇を意味する言葉である」という意味であり、それから従う結論は「ある蛇という言葉は炎を吐く動物を意味する言葉である」という意味であり、これは真なのである。
心理学者のフランツ・ブレンターノはこのような恣意的な説明を避け、1874年の著書「経験的立場からの心理学」(Psychologie vom empirischen Standpunkt)第二巻七章において、心理学的考察を背景にDaraptiに代表される全称命題に特称命題が含意されることを前提とした形式的推論の放棄を提案した。　ブレンターノは同書の中で特称命題「あるXはPである」を存在肯定命題「XであるPが存在する」として、全称命題「全てのXはPである」を存在否定命題「PでないXは存在しない」として再定義し、存在仮定は明示的な存在肯定命題のみのよって行われるとしたのである。　これを認めた時、上記のDaraptiは以下のようになる：
炎を吐く動物でないドラゴンは存在しない。

蛇でないドラゴンは存在しない。

故に、炎を吐く動物である蛇が存在する。
この推論が成立していないことは自明である。　
この定義はその後ゴットロープ・フレーゲ、チャールズ・サンダース・パース、ジョン・ベンといった論理学者の著作の中で同様のものが利用され、特にフレーゲの「概念記法」で利用されたことでその後の古典論理における主流となった。　上述したようにこの立場はブールの解釈と呼ばれているが、実際のジョージ・ブールの著作においては全称命題は特称命題を含意するとされており、歴史上初めて「ブールの解釈」を採ったのはブレンターノであると考えられている。